# Kościół Zbawiciela w Duisburgu
Kościół Zbawiciela w Duisburgu (niem. Salvatorkirche (Duisburg)) – stary kościół ewangelicko-augsburski, położony w centrum Duisburga przy placu Alte Markt. Należy do wspólnoty parafialnej Evangelischen Kirchengemeinde Alt-Duisburg. Został zbudowany w XIV w. na miejscu starszego kościoła królewskiego.
Kościół Najświętszego Zbawiciela razem z katedrą św. Willibrorda w Wesel stanowi jeden z najwybitniejszych przykładów późnogotyckiej sztuki sakralnej we wschodniej części Rejencji Düsseldorf na obszarze zachodniej Westfalii.
Obecny kościół ewangelicki otrzymał wezwanie Chrystusa, Zbawiciela Świata (łac. Christus, Salvator mundi – niem. Christus - Erlöser der Welt), patrona miasta Duisburg.
W kościele są pogrzebani: kartograf Gerard Merkator i założyciel Alte Universität w Duisburgu, doktor teologii i filozof Johannes Clauberg.

## Historia

### Pierwszy kościół
Pierwszą budowlą sakralną w miejscu obecnego kościoła była drewniana kaplica królewska, wymieniona po raz pierwszy w 893. Na jej ślady natrafiono podczas badań archeologicznych przeprowadzonych wewnątrz kościoła. Mniej więcej na początku IX w. cesarz Karol Wielki przypuszczalnie sprawował patronat  nad klasztorem Najświętszego Zbawiciela w Herrieden, jest więc prawdopodobny jego patronat również nad kaplicą Najświętszego Zbawiciela w Duisburgu. Jednak wkrótce potem patronat został przeniesiony na Opactwo Prüm w górach Eifel.
W XI w. drewnianą kaplicę zastąpiła budowla kamienna, co również wykazały badania archeologiczne. Ją z kolei zastąpił zbudowany wiek później kościół. Była to romańska, trzynawowa bazylika z wieżą zachodnią. Fragmenty fundamentów tej świątyni z czasów Hohenstaufów również odnaleziono w wyniku badań archeologicznych. W XIII w. w Duisburgu osiedlił się zakon krzyżacki. Otrzymał on od opactwa Prüm posiadłość królewską włącznie z bazyliką i założył tam swoją siedzibę. Zakon zachował prawo patronatu do 1533.
W 1283 katastrofalny w skutkach pożar zniszczył siedzibę królewską w Duisburgu włącznie z kościołem.

### Obecny kościół
Położenie kamienia węgielnego pod dzisiejszy kościół nastąpiło przypuszczalnie w 1316. Budowniczym był zakon krzyżacki, co wynika z niektórych miejskich ksiąg obrachunkowych i z późniejszych zapisów kronikarskich. Zakon miał od 1254 prawo patronatu nad kościołem. Budowa nowego kościoła prawdopodobnie rozpoczęła się od wybudowania wieży, którą sfinansowało przede wszystkim mieszczaństwo Duisburga. Następnie wzniesiono prezbiterium i dwa mniejsze, boczne prezbiteria (II poł. XIV w.) po czym przystąpiono do budowy trójnawowego korpusu głównego kościoła. Zakończenie budowy datuje się na 1415.
Pierwsza gotycka wieża została ukończona w 1367. Jej hełm był czterokrotnie modyfikowany. Wysmukły, szpiczasty hełm został zbudowany na planie ośmiokąta i pokryty również ośmiokątnym półszczytowym dachem. Wieża osiągnęła wysokość 106 m a kościół Najświętszego Zbawiciela stał się przez to najwyższą budowlą w północno-zachodniej części ówczesnych Niemiec. Wieża spłonęła całkowicie w pożarze w 1467 i została odbudowana dopiero w 1513. Hełm wieży spłonął ponownie w 1613 od uderzenia pioruna. Został odbudowany w 1692 w stylu barokowym, różnym od reszty świątyni.
Pochodzący z Düsseldorfu architekt Rudolf Wiegmann przeprowadził w latach 1847–1852 renowację kościoła w stylu późnogotyckim.
Podczas zakrojonej na szeroką skalę restauracji z lat 20. XX w. wieża kościelna otrzymała nowy, neogotycki hełm, wzniesiony podobnie jak i ona na planie kwadratu i osiągnęła wysokość 90 m.
W bezpośrednim sąsiedztwie kościoła Najświętszego Zbawiciela znajdował się kościół Najświętszej Maryi Panny (Liebfrauenkirche). Wieże obu tych kościołów stanowiły charakterystyczny element sylwetki architektonicznej miasta. Tuż pod koniec drugiej wojny światowej hełm wieży kościoła Najświętszego Zbawiciela został strącony w wyniku bombardowań  i spadł na dach korpusu głównego, natomiast kościół Najświętszej Maryi Panny został zrównany z ziemią i odbudowany po wojnie w całkowicie nowoczesnej formie. Sam kościół Najświętszego Zbawiciela został do 1960 odbudowany w formie oryginalnej, jedynie na jego wieży nie odbudowano hełmu.

## Wspólnota parafialna
Użytkownikiem kościoła jest wspólnota parafialna Evangelische Kirchengemeinde Alt-Duisburg. Proboszczem kościoła jest od 2005 Peter Krogull.
Najważniejszym punktem działalności wspólnoty jest muzyka kościelna. Koncerty na wysokim poziomie prowadzone są przede wszystkim przez kościelnych kantorów. Jeden z nich, Uwe Maibaum, został w 2007 powołany na stanowisko dyrektora muzycznego krajowego kościoła ewangelickiego Kurhessen-Waldeck. Jego następcą został Marcus Strümpe, w latach 1994-2007 kierownik chóru św. Pawła w Duisburg-Hochfeld a od 2003 również kierownik chóru Filharmonii w Duisburgu.

## Architektura

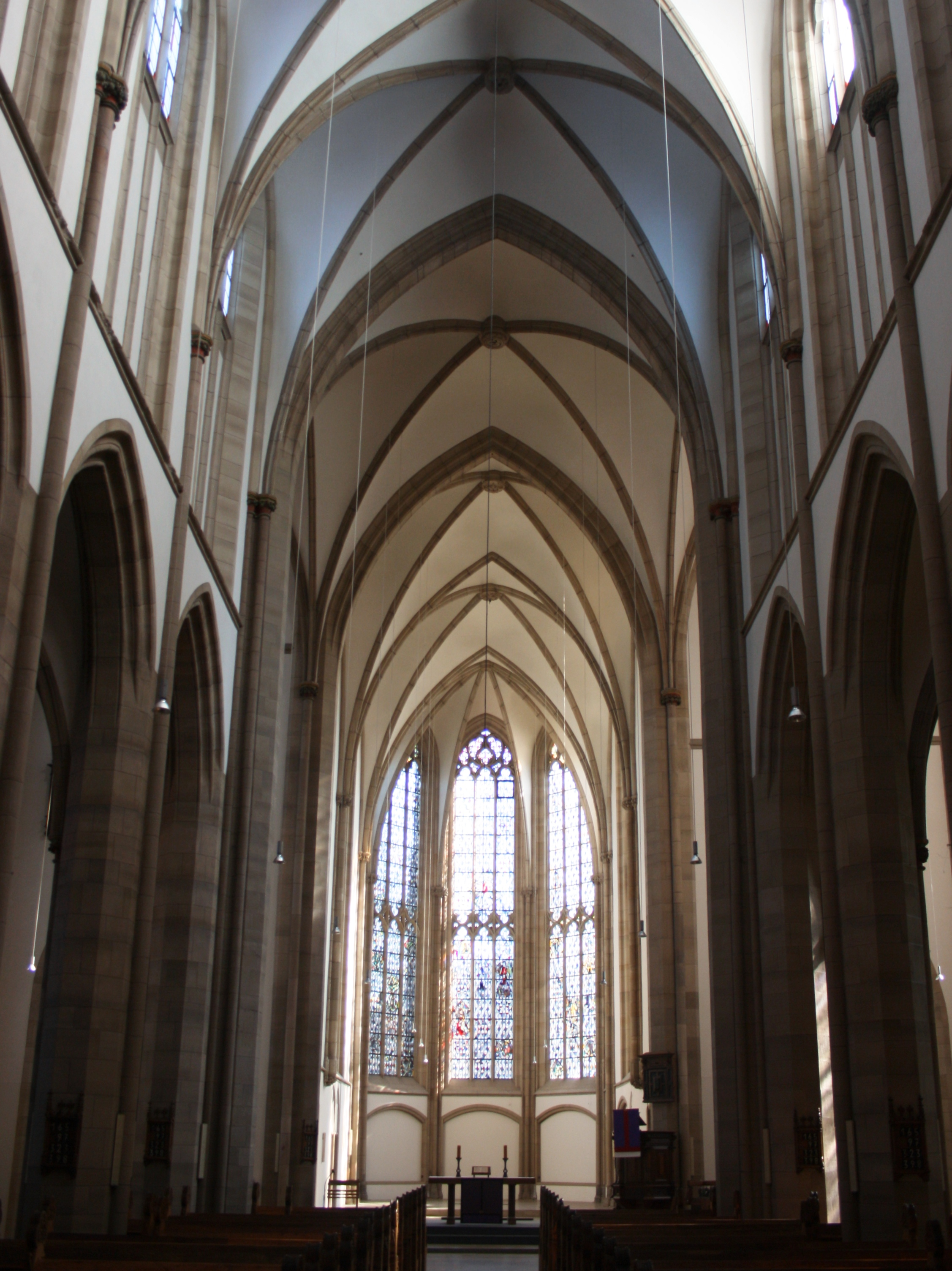
Wnętrze kościoła. Widok na prezbiterium

Kościół Najświętszego Zbawiciela to gotycka bazylika z trzynawowym, pięcioprzęsłowym korpusem głównym i jednoprzęsłowym transeptem. Skrzyżowanie naw jest na planie kwadratu. Dwuprzęsłowe prezbiterium jest zamknięte poligonalnym (5/8 ośmiokąta) obejściem. Podobne zamknięcie ma boczna kaplica południowa. Motywem dekoracyjnym maswerku jest rybi pęcherz.
Kościół zbudowano z jasnoszarego tufu wulkanicznego natomiast jego dach został pokryty ciemnym łupkiem.
System przyporowy korpusu głównego to efekt historycznego ukształtowania świątyni w XX w., kiedy średniowieczne zasady statyki nie były już wymagane. Również zamurowane szczyty transeptu pochodzą z tego samego okresu.
Podstawę wieży zachodniej stanowią cztery potężne filary. Jej przyziemie otwiera się na Alte Markt wydatnym, ostrołukowym oknem; podobne okna, choć mniejsze, znajdują się w ścianach zamykających od zachodu nawy boczne. Górną kondygnację wieży stanowi ośmiokątna dzwonnica z 1903. Nie ma natomiast na niej neogotyckiego hełmu, który został zniszczony podczas drugiej wojny światowej.
Ostatnia jak dotąd, gruntowna renowacja całego kościoła zakończyła się w 2003.

## Wyposażenie

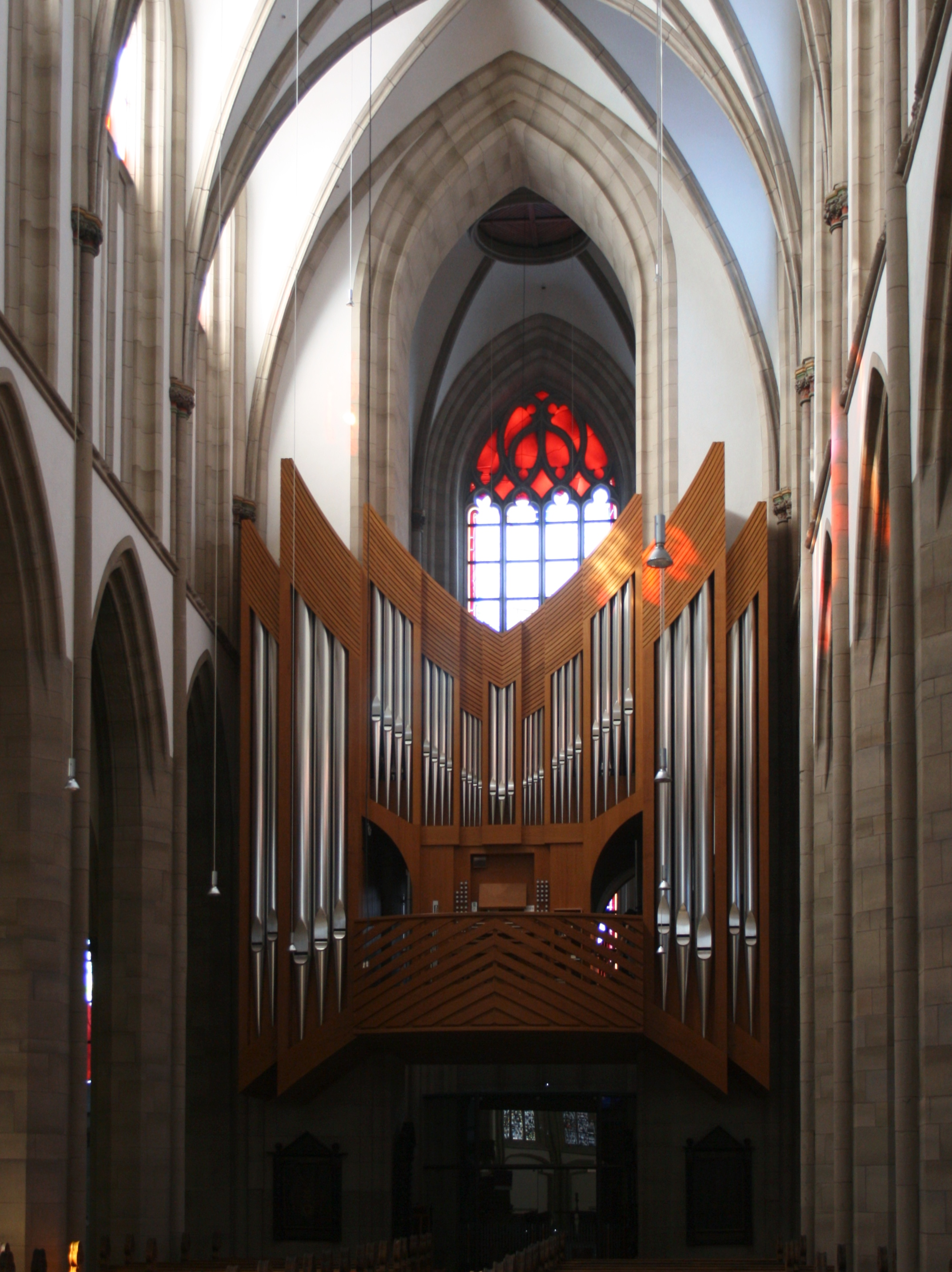
Wnętrze kościoła. Nowoczesny prospekt organowy

Do najwartościowszych elementów wyposażenia świątyni należą: XV-wieczna chrzcielnica, posadowiona na współczesnej podstawie, późnogotyckie sakramentarium i renesansowa ambona z 1664.
Uwagę zwraca też 18 epitafiów (wśród nich epitafium Gerharda Merkatora w południowej kaplicy prezbiterium), 9 tarcz herbowych jak również witraże w oknach kościelnych.
Organy pochodzą z 2002.
Do XVI w. charakterystycznym elementem wyposażenia kościoła była drewniana figura Najświętszego Zbawiciela, patrona świątyni. Była ona uważana za cudowną i w okresie średniowiecza co roku była obnoszona przez miasto podczas procesji z okazji Święta Bożego Ciała. Po 1543 na podstawie decyzji rady miasta kościół stał się świątynią protestancką, a do 1555 reformacja ostatecznie przyjęła się w mieście. Zgodnie z reformacyjnymi założeniami odrzucającymi kult obrazów i świętych oddawanie czci figurze patrona świątyni zaczęło być traktowane jako przejaw bałwochwalstwa. W konsekwencji rzeźba została usunięta sprzed ołtarza i ostatecznie sprzedana do katolickiego kościoła św. Pankracego w Nievenheim (obecnie dzielnica Dormagen), gdzie zachowała się do naszych czasów.
Również inne elementy średniowiecznego wyposażenia zostały z tych samych powodów usunięte z kościoła lub sprzedane, żeby pokryć konieczne wydatki wojenne w czasach, gdy było to konieczne.